# Просвета (женско дружество)
Женското благотворително и просветно дружество „Просвета“ е женска благотворителна организация в Пазарджик. Съществува в периода 1870 – 1945 г.

## История
На 2 февруари 1870 г. в Татар Пазарджик е учредено Ученолюбиво женско дружество. Сред учредителките са Мариола Доспевска – първа председателка на дружеството, Мариола Величкова, Елена Консулова, Теофана Караниколова, Николина Ненова, Шенка хаджи Велева, Мария хаджи Пенева, Аралу Захариева, хаджи поп Тилева и други. Дружественият бюджет се сформира главно от дарения и членски внос. Чрез дописки до вестник „Македония“ и списанията „Право“ и „Читалище“ дружеството прави обществен отчет на дейността си. В началото тя е с просветителска цел. Създадена е богата библиотека чрез даренията на Стефан Захариев (с по един екземпляр от книжовните му трудове), Мариета Холщайн и Стефан Илич от Цариград – с годишните течения на вестник „Македония“ и списание „Читалище“. Голяма парична помощ получава от Йорданка Филаретова, съпруга на възрожденеца Сава Филаретов от Пловдив. Със събраните средства са закупени учебно-помощни материали за ученичките от Девическото училище и са подпомогнати бедни ученички. По-будните ученички са изпращани да продължат учението си в Пловдив и Габрово. Сред тях е Теофана Величкова (сестра на Константин Величков), която по-късно е учителка в Пазарджик. Дружеството поддържа връзки с женските организации в София и Панагюрище. Подпомага издаването на документални сборници от възрожденски автори. Взема участие в Цариградското изложение през 1873 г., организирано от Благодетелното братство при Цариградското българско читалище. След Априлското въстание през 1876 г. дружеството тайно продължава дейността си. През ноември 1876 г. Мариола Доспевска изпраща 25 момичета от Пазарджик в Москва, на грижите на Славянския комитет. Търсят и помощта на международни комисии, които да установят турските издевателства. Съпругата на Йордан Ненов – Николина Ненова свидетелства пред европейската комисия в Пазарджик за насилията над затворниците. Снабдена с писмо от комисията, тя се среща с пашата на София и настоява за освобождаване на политическите затворници от Пазарджик.
След Мариола Доспевска за председателки са избирани Мария Христова, Теофана Радомирова, Елена Траянова, Шенка Томова, Стефания Гагова. Около 1896 г. откриват първата забавачница и трапезария за бедни деца. На 4 май 1911 г., с решение на общото събрание, е приет нов устав и новото име Женско благотворително и просветително дружество „Просвета“. За дружествен празник е обявен Димитровден, а за председателка е избрана Ана Левичарова – учителка в Девическото училище. На 22 август 1911 г. настоятелството решава да открие и издържа Девическо стопанско училище от есента на същата година, с двегодишен курс на обучение. По време на войните 1913 – 1915 г., ученичките изработват дрехи и събират помощи за войниците на фронта. От септември 1924 г. училището променя името си на Девическо практическо училище „Трудолюбие“ с тригодишен курс на обучение, а от 1925 г. към него се открива и занаятчийски курс. През май 1925 г. дружеството става член на Българския женски съюз. На 3 октомври 1926 г., с решение на общото събрание, е учреден фонд за построяване на нова училищна сграда. Едва през 1936 г. дарението на Георги хаджи Иванов дава възможност за реализация на проекта. На 3 юли 1938 г. е положен основният камък на сградата, а през януари 1939 г. тя е завършена. Архитект е Костадин Мумджиев. Училището приема името „Георги и Анастасия хаджи Иванови“, родители на дарителя.
С общи усилия членките на дружеството и ученичките провеждат ежегодна благотворителна дейност. Изнасят литературно-музикални забави, устройват изложби с изделията на ученичките. Най-тържественият ден за всички е патронният празник на дружеството Димитровден. Значими дарения на женското дружество са правени от Пазарджишкия общински съвет, Банка български кредит, Популярна банка – Пазарджик, Люба Войводова (от името на наследниците на Иван Войводов), Мария Копринарова, фотографа Костадин Тачев, Георги Кожухаров, Менорах, Панайот Димитров в памет на съпругата си д-р Захарина Димитрова и други. Най-дългогодишна председателка е Ана Левичарова, която през юни 1929 г. е обявена за почетна председателка на дружеството. От 20-те до 40-те години на XX век за председателки са избирани В. Джабарова, В. Вузева, Мария Трумбева, К. С. Попова, Зорница Копринарова, Катя д-р Матакиева, Люба Войводова, Невена Даскалова. На 26 декември 1936 г. Министерството на вътрешните работи и народното здраве утвърждава нов устав на Женското благотворително и просветно дружество „Просвета“. На 18 май 1939 г. тържествено е осветено знамето на дружеството и на училището. През 1945 г. дружеството се влива в Помощната организация и Отечествения фронт, като по този начин прекратява самостоятелната си дейност.
Архивът на дружеството се съхранява във фонд 419К в Държавния архив – Пазарджик. Той се състои от 35 архивни единици от периода 1870 – 2000 г.